# Hervé Itoua
Hervé Itoua (ur. 1942 w Otambioko) – kongijski duchowny rzymskokatolicki, w latach 1983-2006 biskup Ouesso.

## Życiorys
Święcenia kapłańskie przyjął 12 lipca 1970. 6 czerwca 1983 został prekonizowany biskupem Ouesso. Sakrę biskupią otrzymał 28 sierpnia 1983. 22 kwietnia 2006 zrezygnował z urzędu.